# Renate Breuer
Renate Breuer (n. 1 decembrie 1939, Berlin, Germania Nazistă) este o canoistă ce a reprezentat Germania, medaliată olimpică. A participat la 2 ediții ale Jocurilor Olimpice (1968, 1972) în care a câștigat o medalie de argint.